# Szphodriasz
Szphodriasz (?) görög filozófus
Életéről semmit sem tudunk, működésének pontos ideje sem ismert. Athénaiosz közlése szerint a cinikus filozófia követője volt, s egy Tekhné erotikhé című munka szerzősége köthető nevéhez. A mű elveszett, töredékei sem maradtak fenn.[forrás?]